# Bletterans
 Bletterans  es una población y comuna francesa, situada en la región del Franco Condado, departamento de Jura, en el distrito de Lons-le-Saunier. Es el chef-lieu y mayor población del cantón de Bletterans.

## Demografía
| 1034 | 1085 | 1165 | 1350 | 1423 | 1359 |
| Para los censos de 1962 a 1999 la población legal corresponde a la población sin duplicidades (Fuente: INSEE [Consultar]) |      |      |      |      |      |